# Hans Henric Lundqvist
Hans Henric Lundqvist, född 1974, är en svensk diplomat. Han är sedan 2020 Sveriges ambassadör i Etiopien, placerad i Addis Abeba och även ambassadör till Djibouti samt Sveriges ständiga representant till Afrikanska unionen, IGAD och UNECA. 2016 utsågs han till Sveriges ambassadör i Sudan, Khartoum.  
Lundqvist har tidigare varit departementsråd och biträdande enhetschef på UD (2011–2016), rådgivare till biståndsministern (2010), tjänstgjort på ambassaden i Kabul i Afghanistan (2008–2010) och varit chef för dåvarande ambassadkontoret i Chisinau i Moldavien (2003–2006).